# Helgenæs Kirke
Helgenæs Kirke er en kirke i Helgenæs Sogn i det tidligere Mols Herred, Randers Amt, nu Syddjurs Kommune. Kirken, der er ganske højtliggende, består af Kor og skib, våbenhus og tårn. Kor og skib er opførte af rå granit og med fladt loft i romansk tid. Antagelig i slutningen af middelalderen blev skibet forlænget ca. 3 meter mod vest, og her opførtes så tårnet og der blev indbygget hvælving i koret. Våbenhuset mod syd blev ligeledes opført samtidig i røde mursten.